# Clermont-en-Argonne
Clermont-en-Argonne é uma comuna francesa na região administrativa de Grande Leste, no departamento de Meuse. Estende-se por uma área de 66,94 km². Em 2010 a comuna tinha 1 500 habitantes (densidade: 22,4 hab./km²).